# Joy – Người phụ nữ mang tên "Niềm vui"
Joy - Người phụ nữ mang tên "Niềm vui" (tiếng Anh: Joy) là một bộ phim tiểu sử hài kịch của Mỹ 2015 do David O. Russell đạo diễn và viết kịch bản. Phim có sự tham gia của Jennifer Lawrence vào vai Joy Mangano, một người phụ nữ thông minh, mạnh mẽ đã tự chèo lái công ty để trở thành đế chế tỷ đô khiến bao người phải ngưỡng mộ. Phim khởi chiếu tại Việt Nam ngày 19 tháng 2 năm 2016.
Joy được công chiếu rạp ngày 25 tháng 12 năm 2015 và phân phối bởi 20th Century Fox. Phim nhận đánh giá trái chiều từ giới phê bình khi đánh giá cao diễn xuất của Lawrence nhưng chỉ trích phần kịch bản và nhịp độ của phim. Lawrence đã xuất sắc giành giải Quả cầu vàng cho nữ diễn viên phim ca nhạc hoặc phim hài xuất sắc nhất và nhận một đề cử giải Oscar cho nữ diễn viên chính xuất sắc nhất. Joy cũng nhận đề cử giải Quả cầu vàng cho phim ca nhạc hoặc phim hài hay nhất bên cạnh một vài giải thưởng khác.

## Nội dung
Bộ phim xoay quanh người phụ nữ thông minh và mạnh mẽ tên là Joy (do Jennifer Lawrence thủ vai). Sau cuộc hôn nhân đổ vỡ, Joy trở thành bà mẹ đơn thân với ba đứa con nhỏ. Cuộc sống bận rộn với những công việc thường ngày càng thêm “đau đầu” khi cô phải đối mặt với những hỗn độn trong chính gia đình mình. Mẹ cô Terry là một người nhạy cảm, yếu đuối suốt ngày đắm chìm trong những vở kịch mùi mẫn rẻ tiền, ông bố Rudy (Robert De Niro) tính tình thất thường và đặc biệt vô tâm, ích kỷ chỉ mải chạy theo mối quan tâm tình yêu của riêng mình, Joy còn phải “đèo bòng” thêm anh chồng cũ là một ca sĩ nửa mùa dù ly dị rồi nhưng vấn sống dưới tầng hầm ăn bám nhà vợ.
Giữa những xáo trộn cuộc sống, Joy quyết định thay đổi cuộc đời với đam mê sáng chế vốn đã nằm trong tim từ khi cô còn là một đứa trẻ. Được sự động viên của bà ngoại, Joy bước đầu thành công với phát minh chổi thông minh tự vắt - Miracle Mop. Để quảng bá sản phẩm, cô tìm đến Neil Walker (Bradley Cooper đóng) - giám đốc của kênh truyền hình mua sắm QVC. Chờ đợi cô ở phía trước là những khó khăn thách thức trên thương trường mà cô chưa từng biết đến, nhưng cô đã chèo lái công ty để trở thành đế chế tỷ đô khiến bao người phải ngưỡng mộ.

## Diễn viên
- Jennifer Lawrence vai Joy Mangano trưởng thành[6]
  - Isabella Crovetti-Cramp vai Joy Mangano lúc nhỏ[7]
- Robert De Niro vai Rudy Mangano, bố Joy[8]
- Bradley Cooper vai Neil Walker, một giám đốc tại QVC[9]
- Édgar Ramírez vai Tony Miranne, chồng cũ của Joy[10]
- Diane Ladd vai Mimi, bà của Joy[11][12]
- Dascha Polanco vai Jackie, bạn thân của Joy[13]
  - Emily Nunez vai Jackie trẻ
- Elisabeth Röhm vai Peggy, em của Joy[14]
  - Madison Wolfe vai Peggy trẻ
- Virginia Madsen vai Terri Mangano, mẹ Joy[11]
- Isabella Rossellini vai Trudy, bạn gái của bố Joy và là người xuất vốn cho cô[11]
- Melissa Rivers vai Joan Rivers[15]
- Donna Mills vai Priscilla[16]
- Susan Lucci vai Danica[17]
- Maurice Benard vai Jared[17]
- Laura Wright vai Clarinda[17]
- Alexander Cook vai Bartholomew
- Jimmy Jean-Louis vai Toussaint
- Drena De Niro vai Cindy